# Raffaele Cosentino
Raffaele Cosentino (Catania, 13 maggio 1884 – Acireale, 1º novembre 1957) è stato un regista, commediografo e sceneggiatore italiano.

## Biografia
Laureatosi in giurisprudenza, nel 1916 sposa Giselda Itala Dilgenti. Fu autore di numerose commedie teatrali in lingua e dialetto, alcune di queste le sceneggiò per lo schermo con poca fortuna perché mai trasposte in film.  Ebbe alcune controversie giuridiche con Angelo Musco e Nino Martoglio per plagio delle sue opere teatrali. Come soggettista, venne scritturato prima dall'Etna Film e successivamente gli venne affidata la direzione artistica della Katana Film.
Con questa casa di produzione realizzò sei film: Alba di libertà (1915), Il latitante (1915), La guerra e la moda (1916), Signor Diotisalvi (v. c. 13.01.1916) gli ultimi due sono commedie umoristiche con Salvatore Arcidiacono, Per te, amore! (1916) da un soggetto di Tina Zappalà Paternò; Anime gemelle,  su soggetto dello stesso Cosentino (V.c. 31.01.1916). Fu autore anche di una sceneggiatura e un soggetto non realizzati: Pasquale Bruno (1917) e Lo sciopero dell'amore o Le donne a congresso (1950).
Chiamato al fronte, per la prima guerra mondiale, anche lì costituì una compagnia teatrale detta "Compagnia comica Bisagno", che prese il nome dalla gloriosa Brigata Bisagno, per risollevare il morale dei soldati italiani. Finita la guerra si dedicò in particolar modo al teatro portando in giro per l'Italia le sue commedie comico-musicali, soprattutto con la compagnia di Attilio Rapisarda.

## Filmografia
- Alba di libertà (1915)
- Il latitante (1916)
- La guerra e la moda (1916)
- Signor Diotisalvi (1916)
- Per te, amore! (1916)
- Anime gemelle (1916)

Segnalo che il film Alba di libertà (1915), erroneamente attribuito a Raffaele Cosentino, non fa parte della produzione della "Katana Film". Esso è invece prodotto della "Sicula Film" (creata, sempre nel 1915, dall'avvocato catanese Gaetano Tedeschi dell'Annunziata) ed è diretto dal lucchese di origini siciliane Gian Orlando Vassallo, direttore artistico della stessa Casa, proveniente dalla "Lucarelli" di Palermo dove ha già diretto quattro film (Franco La Magna, critico cinematografico e storico del cinema).

## Teatro
- Pellicolomania, con Associazione del fante
- Vivendo per l'arte che male ti fo?, Bizzarria comico-mimica
- La Signura di lu Cinematografu, commedia musicale
- La Moda, Scherzo comico in un atto compagnia filolirica e artisti associati
- Primo Palpito, Operetta brillante con musica di Nino Anastasi
- Adagio...Biagio, 1928 al Cinema Teatro Esposizione rappresentata dalla compagnia comica di Tino Chiesa, (satira all'ambiente leguleio
- Primavera siciliana,   atto unico di bozzetti e canzoni di Raffaele Cosentino con Musica di Gaetano Emanuel Calì attore Attilio Rapisarda 1928
- Raggia di Cori, bozzetto in due atti 1929
- Non mi videmu cchiu, 1929
- Fuori dalle rotaie, commedia drammatica in 3 atti
- Cose ca succeduno, commedia folkloristica in 3 atti 1929
- Hanno ammazzato compare Alfio, Bizzarria musicale in un atto tra i protagonisti anche Mascagni
- Don Paolo da Catania,  1931, commedia brillantissima in 3 atti
- Mungibeddu, lavoro musicale in due atti di Raffaele Cosentino musiche di G. Emanuele Calì Compagnia folkloristica del Cav. Uff. Attilio Rapisarda.

La Locandina annunciava che al 2 atto il pubblico assisterà con verità sorprendente alla discesa lavica che distrusse Mascali, Teatro Nuovo 1936
- Pazzia Circolante, commedia satirica in due tempi 1946
- Mi sconcica, atto unico brillante commedia musicale 1954 sulla falsariga della canzone dialettale di Turi Tropea eseguita al 2º Festival Nazionale della Canzone Dialettale
- Paolo da Catania, Teatro Coppola - dopolavoro artistico e delle forze civili Giovedì 7 Maggio \1936, Commedia brillante in 3 atti di Raffaele Cosentino

## Curiosità
La sceneggiatura del Pasquale Bruno, tratta dall'omonimo romanzo di Alessandro Dumas, scritta dallo stesso Cosentino non venne realizzata dalla Katana Film per problemi economici, in quanto la casa nel 1917 era ormai in chiusura. Il Cosentino inviò nel 1919 la sceneggiatura alla Itala Film di Torino, ma gli venne risposto in questi termini: 
"Ho letto il V/ "Pasquale Bruno"; esso è interessantissimo e con piacere lo avrei accolto se la 
Censura italiana e di quasi tutti i paesi stranieri non lo proibisse dalla A alla Z.
Potete disporre per fare ritirare il copione.
Vogliate gradire i miei distinti saluti.
Ma, il versatile Avvocato non smise mai di pensare al cinema, suo primo amore,  fino a tarda età, scrivendo e proponendo sceneggiature e soggetti cinematografici, sfortunatamente mai realizzati. Uno di questi ultimi risale al 1950. Impostato inizialmente come argomento comico, mano a mano che covava nella mente del Cosentino acquistava un tono serio e di grande attualità, anzi anticipatore di conquiste femminili di là da venire. Il titolo era "Lo sciopero dell'amore", e come sottotitolo "Le donne italiane a Congresso". I temi erano l'uguaglianza tra i sessi, il lavoro delle casalinghe, la lotta per la loro pensione, il diritto delle otto ore di lavoro come le donne operaie.
Il soggetto fu inviato nel 1955 alla "Fortunia Film" di Roma, piccola casa cinematografica, da poco sorta ad opera dell'attore catanese Ignazio Balsamo e successivamente rilevata da un altro catanese Felice Zappulla, soggettista e sceneggiatore, che era passato alla produzione. Lo Zappulla dà al Cosentino la seguente risposta. "Caro avvocato, nella conversazione avuta con Lei al Bristol, Le confermai la mia favorevolezza all'idea da Lei avuta per Sciopero dell'amore. Le dissi che dall'idea Lei sarebbe dovuto passare al soggetto sceneggiato. Fino a che Lei non lo farà io non Le posso dire se il film c'è oppure no. Per fare un film. Lei mi insegna, non basta lo spunto anche brillantissimo. Quindi a Lei spetta di dare notizie. Io le attendo. La saluto caramente. Felice Zappulla".
Ma l'avvocato Cosentino, che aveva anche pensato a un bozzetto per i flani pubblicitari del film, non riuscì a lavorare a una vera sceneggiatura del film, forse a causa della malattia che due anni dopo lo condusse alla morte.